# Hymenochaete coffeana
Hymenochaete coffeana är en svampart som beskrevs av J.C. Léger & Lanq. 1994. Hymenochaete coffeana ingår i släktet Hymenochaete och familjen Hymenochaetaceae.   Inga underarter finns listade i Catalogue of Life.